# Schlamm-Blattkäfer

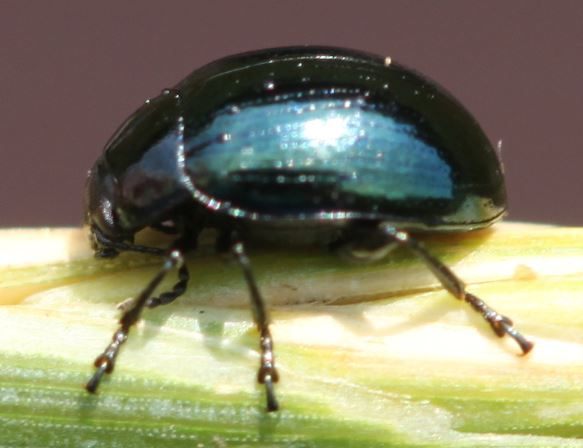
Seitenansicht

Der Schlamm-Blattkäfer (Phaedon armoraciae) ist ein Käfer aus der Familie der Blattkäfer und der Unterfamilie Chrysomelinae. Der Schlamm-Blattkäfer ist eine von 6 Arten der Gattung Phaedon, die in Mitteleuropa vorkommen.

## Merkmale
Die schwarzblauen Käfer sind 3–4 mm lang. Sie schimmern abhängig vom Lichteinfall auch grünlich. Die Käfer besitzen eine ovale Gestalt. Die Fühler sind vollständig schwarz gefärbt. Der Halsschild ist grob punktiert. Die Flügeldecken weisen eine deutliche Schulterbeule auf. Über die Flügeldecken verlaufen neun feine Punktreihen. Der Analsternit ist breit rot gerandet.

## Verbreitung
Die Art ist in Europa weit verbreitet. Im Norden reicht ihr Vorkommen bis auf die Britischen Inseln und nach Skandinavien. Nach Osten reicht das Verbreitungsgebiet über Sibirien und Zentralasien bis in den Fernen Osten. In Nordamerika wurde die Art eingeschleppt.

## Lebensweise
Die adulten Käfer beobachtet man gewöhnlich zwischen Mai und September. Die Art bevorzugt feuchte Standorte. Die Larven entwickeln sich auf Bachbunge (Veronica beccabunga).

## Taxonomie
In der Literatur finden sich folgende Synonyme:
- Chrysomela armoraciae Linnaeus, 1758 (ursprüngliche Namenskombination)
- Phaedon veronicae Bedel, 1892
- Phaeton betulae Küster, 1846
- Plagiodera armoraciae Kovacev, 1905

## Ähnliche Arten
- Phaedon cochleariae – ohne Schulterbeule